# Sclerurus scansor
Sclerurus scansor là một loài chim trong họ Furnariidae.